# Gemeiner Pillenkäfer

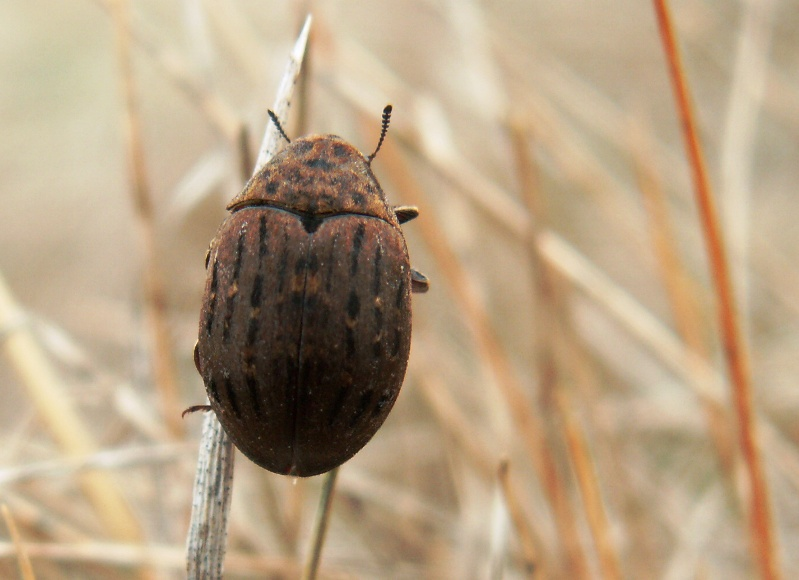
Dorsalansicht des Gemeinen Pillenkäfers

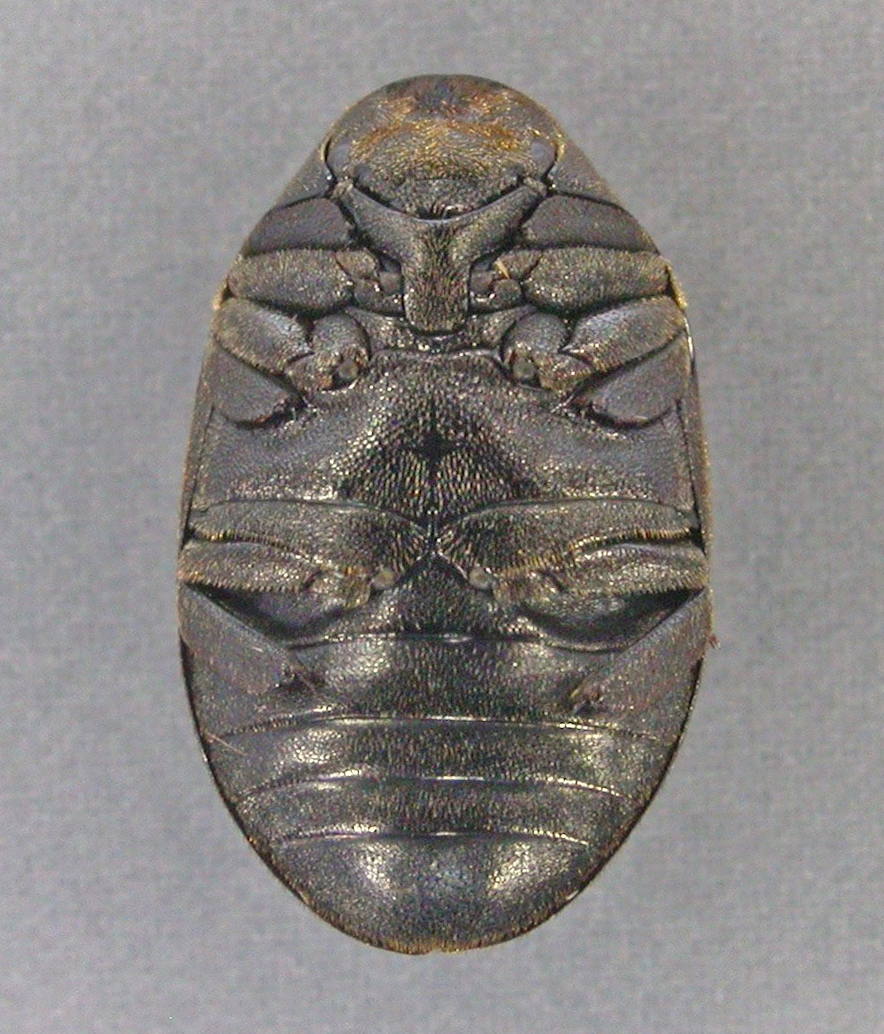
Ventralansicht des Gemeinen Pillenkäfers mit eingeklappten Extremitäten

Der Gemeine Pillenkäfer (Byrrhus pilula) ist ein Käfer aus der Familie der Pillenkäfer (Byrrhidae).

## Merkmale des Käfers
Die länglich ovalen Käfer besitzen eine Körperlänge von 6,7–9,3 mm. Die Flügeldecken sind auf etwa halber Körperlänge am breitesten. Die schwarzbraunen Käfer weisen mehrere Reihen von Längsflecken aus goldenem und schwarzem Toment auf. Die Fühlerwurzeln sind rotbraun, während Fühler und Beine eine schwarzbraune Färbung aufweisen.
Wie alle Vertreter der Pillenkäfer besitzt der Gemeine Pillenkäfer auf der Unterseite Vertiefungen, in welche er seine Extremitäten bei Gefahr versenken kann, und so die Gestalt einer „Pille“ annimmt und sich tot stellt.

## Verbreitung
Der Gemeine Pillenkäfer ist eine holoarktische Art. Das Verbreitungsgebiet erstreckt sich über die Paläarktis (nördlicher Teil Eurasiens, von Spanien bis Japan, auch im hohen Norden Europas) sowie über die Nearktis (Nordamerika). Auf den Britischen Inseln ist die Art ebenfalls vertreten.

## Lebensweise
Die Käfer findet man typischerweise im Moos oder auf Waldwegen in allen Höhenlagen. Moos ist die Wirts- und Futterpflanze der Käfer. Die Käferlarven entwickeln sich im Boden und fressen an den Rhizoiden der Moospflanzen.
Die ausgewachsenen unauffälligen Käfer bewegen sich gewöhnlich sehr langsam.